# Dejan Kovačević
Dejan Kovačević (Monaco di Baviera, 27 dicembre 1996) è un cestista tedesco.